# Therodiplosis globata
Therodiplosis globata är en tvåvingeart som beskrevs av Grover 1965. Therodiplosis globata ingår i släktet Therodiplosis och familjen gallmyggor. Inga underarter finns listade i Catalogue of Life.